# Saki Seto
Saki Seto (瀬戸早妃 Seto Saki), nacida el 21 de junio de 1985 en Sendai. Es una gravure idol, actriz y tarento japonesa. Ella es muy popular dentro del mundo del entretenimiento en Japón, ha participado en algunas series de drama, comedia y ficción como Shimokita GLORY DAYS, Haruka 17  y Hana Yori Dango. Se hizo popular después de que la comedia de televisión en Haruka 17 terminara.

## Carrera profesional
Ella hizo su gran debut en televisión en el 2005 el drama de TV de Hana Yori Dango y se hizo muy popular en la comedia de televisión Haruka 17. En el 2006 protagonizó Shimokita GLORY DAYS y Kiraware Matsuko no Isshô.
Dramas
- Donichi Love (TVL, 2004)
- 17sai natsu (Asahi, 2004)
- 19 borders (BS-hi, 2004)
- Mitohkomon (TBS, 2005)
- Haruka17 (TV Asahi, 2005)
- Hana yori Dango (TBS, 2005)
- Toritsumizusho! (NTV DRAMA COMPLEX, 2006)
- Shimokita GLORY DAYS (TV Tokyo, 2006)

DVD
- Seto Saki
- Pure Sugao no 17sai
- Feminine
- Miss Magazine Seto Saki
- Seto Saki - Fruit Panic
- Graduation
- Seto Saki - Clover
- 19 borders
- Seto Saki - Heat Wave
- 19 borders season 2
- Love Seto Saki
- TOUGH&PEACE

Películas
- Tokyo Raiders 2 (2005)